# Classe Pallada
La classe Pallada, della marina imperiale russa, prende il nome dall'omonimo incrociatore protetto a cui seguirono altre due navi: il Diana e l'Aurora. Tutte le tre navi di questa classe vennero costruite a San Pietroburgo, fra il 1899 e l'anno 1900, e parteciparono alla guerra russo-giapponese del 1905.

## Navi di questa classe
- Pallada: affondato dai giapponesi a Port Arthur nel 1904, venne in seguito recuperato e ribattezzato Tsugaru e quindi smantellato nel 1923.
- Diana: dopo la battaglia del Mar Giallo, fuggì a Saigon. Venne smantellato nel 1922.
- Aurora: uno dei pochi superstiti della battaglia di Tsushima, ebbe una lunga storia (i suoi cannoni spararono ancora durante la seconda guerra mondiale) ed è ancora conservato ai giorni nostri come museo galleggiante e monumento della rivoluzione russa.